# Alfred Benninghoven
Alfred Benninghoven (* 8. Februar 1932 in Frankfurt am Main; † 22. Dezember 2017) war ein deutscher Physiker.

## Leben
Alfred Benninghoven studierte Physik in Paris und Köln, wurde 1961 in Köln bei Fritz Kirchner (1896–1967) mit einer Arbeit über das Verhalten von Alkalidämpfen im Höchstvakuum zum Dr. rer. nat. promoviert. 1965 habilitierte er sich in Köln. 
Er war Professor an der Universität Köln (1965–1973) und Ordinarius für Experimentalphysik sowie Direktor des Physikalischen Instituts an der Universität Münster (1973–1999). 1997 wurde er emeritiert.

## Wirken
Benninghoven befasste sich mit Vakuumphysik, Sekundärionen-Massenspektrometrie (SIMS) und Oberflächenanalytik. 1969 entwickelte er in Münster Statische SIMS, ein SIMS-Verfahren, das nur dünne Oberflächenschichten einer Probe untersuchte und deshalb minimale Zerstörungen anrichtete.
1990 erhielt er mit Wilhelm Simon die Fritz-Pregl-Medaille der Österreichischen Gesellschaft für Analytische Chemie. Er war Präsident der Deutschen Vakuumgesellschaft.
1989 gründete er mit Ewald Niehuis und Thomas Heller die Firma IONTOF (für Flugzeit-Sekundärionen-Massenspektrometrie).

## Schriften
- mit F. G. Rüdenauer, H. W. Werner: Secondary ion mass spectrometry : basic concepts, instrumental aspects, applications and trends, Wiley 1987
- mit Lothar Wiedmann: Quantitative Bestimmung der Sekundärionenausbeuten sauerstoffbedeckter Metalle, Westdeutscher Verlag 1978